# Музеј Југословенске кинотеке
Музеј Југословенске кинотеке је национални филмски архив Републике Србије, који је приликом оснивања 1949. назван Централна југословенска кинотека. Током рада је више пута мењала статус, а данас је по закону о заштити културних добара, установа од важног значаја за Србију.

## Историјат
Југословенска кинотека - национални филмски архив Републике Србије званично је основана решењем Комитета за кинематографију Владе ФНРЈ од 5. августа 1949. године. Овом решењу претходило је оснивање Државног филмског предузећа Демократске Федеративне Југославије 1945. године, потом Комитета за кинематографију Владе ФНРЈ 1946. године, једног савезног (Звезда филм у Београду) и републичких производних предузећа.
Након што је Комитет за кинематографију 1946. године послао упутство свим производним филмским предузећима по републикама да оснују своје филмске архиве „у којима би чували све своје снимљене материјале, као и да скупљају и чувају старе домаће и иностране филмове који "могу да буду од користи филмским радницима”, започето је организованије прикупљање филмске архивске грађе у СФРЈ.
Потом је почетком 1947. године Комитет за кинематографију донео одлуку да оснује сопствену кинотеку која би из целе Југославије сакупила старе југословенске филмске журнале, документарне и иностране уметничке филмове, филмове снимљене за време рата итд. Такође Комитет је у циљу проширења фонда филмова требало:
| „ | Путем размене са иностраним кинотеке....да осигура копије иностраних филмова ... и тако омогући редитељима, драматурзима и осталим филмским радницима читаве наше земље да се упознају са историјом развоја филма и најзначајнијим филмским делима. | ” |

## Организација и делокруг рада
Кинотека се састоји од четири организациона дела, и то:
- Архива југословенске кинотеке
- Музеја југословенске кинотеке
- Библиотеке и
- Заједничких служби

Музеј југословенске кинотеке је један од оснивача и стални члан Међународне федерације филмских архива, чији је члан од 1951. године. Најважнији део установе је архив, који ради са циљем прикупљања, чувања и стручног обрађивања филмова и филмске грађе, као и пратећег филмског материјала у који спадају фотографије, плакате, рекламне материјале, документацију, макете и старе предмете из домена кинематографије. Архив сарађује са установама сличним њему из Србије и иностранства, а такође обавља размену филмова и филмске грађе. Тренутно највећи пројекат је компјутерска обрада великог броја података, који се тренутно налазе у стручним картонима.
Кинотека је отворена за све истраживаче и научне раднике који се баве историјом и теоријом филма. Кинотека организује предавања и трибине приликом представљања књига и филмова, и на тај начин активно учествује у образовању и ширењу филмске културе у нашој земљи.

## Галерија
Кинотека се сели у нову зграду на слици. Зграда стара преко сто година, али сада реконструисана, је првобитно била Берза.
У истој згради 1876 је основан Црвени крст у Србији.
- Зграда нове Кинотеке
- Табла о радовима
- Табла на згради нове Кинотеке